# William Dellinger
William Solon „Bill” Dellinger (ur. 23 marca 1934 w Grants Pass w stanie Oregon, zm. 27 czerwca 2025) – amerykański lekkoatleta, specjalista biegów długich, brązowy medalista olimpijski z 1964.
Startował przede wszystkim w biegu na 5000 metrów. Przed igrzyskami olimpijskimi w 1956 w Melbourne trzykrotnie poprawiał rekord Stanów Zjednoczonych na tym dystansie, doprowadzając go do wyniku 14:16,2. Na igrzyskach zakwalifikował się do finału biegu na 5000 metrów, ale biegu finałowego nie ukończył.
5 maja 1958 w Budapeszcie Dellinger ustanowił rekord USA w biegu na 1500 metrów czasem 3:41,5. Na igrzyskach panamerykańskich w 1959 w Chicago zwyciężył w biegu na 5000 metrów. Wystąpił na tym dystansie na igrzyskach olimpijskich w 1960 w Rzymie, ale odpadł w eliminacjach.
Na igrzyskach olimpijskich w 1964 w Tokio po raz trzeci wystąpił na 5000 metrów. W biegu finałowym, po dramatycznej końcówce wyprzedził Francuza Michela Jazy'ego na linii mety i zdobył brązowy medal. Ustanowił wówczas swój rekord życiowy 13:49,8.
Dellinger był mistrzem Stanów Zjednoczonych (AAU) na 5000 metrów w 1959 i 1960, a także halowym mistrzem USA na 3 mile w 1959. Zdobył również akademickie mistrzostwo Stanów Zjednoczonych (NCAA) w biegu na 1 milę w 1954 i na 5000 m w 1956.
W 1959 ustanowił halowe rekordy świata w biegu na 2 mile (8:49,9) i w biegu na 3 mile (13:27,0).
Rekordy życiowe Dellingera:
- bieg na 1500 metrów – 3:41,5 (1958)
- bieg na milę – 4:02,7 (1961)
- bieg na 2 mile – 8:43,8 (1961)
- bieg na 5000 metrów – 13:49,8 (1964)

Ukończył w 1956 Uniwersytet Oregonu, gdzie potem pracował jako trener lekkoatletyczny. Jednym z jego podopiecznych był Steve Prefontaine.